# Giovanni di Bonino
Giovanni di Bonino (XIV secolo) è stato un pittore mosaicista italiano.
Dal 1325 al 1334 lavorò alle vetrate laterali del duomo di Orvieto, per poi essere richiamato come mosaicista della stessa chiesa nel 1345.